# Fram (molen)
De Fram is een houtzaagmolen in het dorp Woltersum aan het Eemskanaal in de Nederlandse gemeente Groningen.
De molen is in 1867 gebouwd als houtzaag-, koren- en pelmolen. Hij werd later vernoemd naar het schip Fram ("Voorwaarts") van de Noorse ontdekkingsreiziger Fridtjof Nansen. Al voor de Tweede Wereldoorlog werd overgestapt op het gebruik van stoomkracht voor de aandrijving. De molen werd in 1961 en in de jaren zeventig gerestaureerd en zaagt sindsdien wekelijks op vrijwillige basis. De molen bezit nog steeds een koppel maalstenen en een restant van het pelwerk. Het gevlucht heeft fokwieken. 
De molen is naast de veel kleinere Bovenrijge in het nabijgelegen Ten Boer de enige nog werkende zaagmolen in de provincie Groningen. Hij is eigendom van de Molenstichting Fivelingo.
Tot aan zijn dood op 28 januari 2012 was Tom Krabbendam molenaar van deze molen. Tom Krabbendam was in de jaren zestig gitarist bij de Amsterdamse beatgroep The Outsiders.